# Аккала (городская администрация Арыса)
Аккала (каз. Аққала) — село в Туркестанской области Казахстана. Находится в подчинении городской администрации Арыса. Входит в состав Жиделинского сельского округа. Код КАТО — 511639200.

## Население
В 1999 году население села составляло 802 человека (420 мужчин и 382 женщины). По данным переписи 2009 года, в селе проживало 888 человек (453 мужчины и 435 женщин).